# Svobodárna
Svobodárna je dům s byty pro svobodné. Nejprve tento název označoval jednu konkrétní stavbu v pražské Libni (oficiálně Noclehárna pro nebydlící, původně ve Vysočanech) z roku 1924, kterou vyprojektoval architekt Bohumír Kozák. Ulice, kde se budova nachází, nese od roku 1930 název U svobodárny, předtím se od roku 1925 jmenovala U svobodných. Později se tento název začal používat pro všechny budovy tohoto druhu.